# Jowai
Jowai ist eine Stadt im indischen Bundesstaat Meghalaya.
Die Stadt ist Hauptort des Distrikts West Jaintia Hills. Jowai hat den Status einer Census Town. Die Stadt ist in 13 Wards gegliedert. Sie hatte am Stichtag der Volkszählung 2011 28.430 Einwohner, von denen 13.675 Männer und 14.755 Frauen waren. Christen bilden mit einem Anteil von über 63 % die Mehrheit der Bevölkerung in der Stadt. Hindus bilden eine Minderheit von ca. 5 %. Die Alphabetisierungsrate lag 2011 bei 91,1 % und damit deutlich über dem nationalen Durchschnitt. 91,3 % der Einwohner gehören den Scheduled Tribes an.